# Ordini, decorazioni e medaglie della Federazione Russa

## Titoli onorifici
| Immagine | Onorificenza |
| -------- | --- |
|          | Eroe della Federazione Russa Герой Российской Федерации Geroj Rossijskoj Federacii                                                                    |
|          | Eroe del lavoro della Federazione Russa Герой Труда Российской Федерации Geroj Truda Rossijskoj Federacii                                             |
|          | Madre eroica Мать-героиня Mat'-geroinja |
|          | Pilota-Cosmonauta della Federazione Russa Летчик-космонавт Российской Федерации Letčik-Kosmonavt Rossijskoj Federacii                                 |
|          | Pilota militare onorato della Federazione Russa Заслуженный военный летчик Российской Федерации Zaslužennyj Voennyj Letčik Rossijskoj Federacii       |
|          | Navigatore militare onorato della Federazione Russa Заслуженный военный штурман Российской Федерации Zaclužennyj Voennyj Šturman Rossijskoj Federacii |

## Ordini
| Immagine                           | Onorificenza                                 |
| ---------------------------------- | -------------------------------------------- |
|                                    | Ordine di Sant'Andrea                        |
|                                    | Ordine di San Giorgio di I classe            |
|                                    | Ordine di San Giorgio di II classe           |
|                                    | Ordine di San Giorgio di III classe          |
|                                    | Ordine di San Giorgio di IV classe           |
|                                    | Ordine al merito per la Patria di I classe   |
|                                    | Ordine al merito per la Patria di II classe  |
|                                    | Ordine al merito per la Patria di III classe |
|                                    | Ordine al merito per la Patria di IV classe  |
|                                    | Ordine di Santa Caterina la Grande Martire   |
|                                    | Ordine di Gagarin                            |
|                                    | Ordine per il lavoro valoroso                |
|                                    | Ordine di Aleksandr Nevskij                  |
|                                    | Ordine di Suvorov                            |
|                                    | Ordine di Ušakov                             |
| Order Of Zhukov Type 1 (1994–2010) | Ordine di Žukov                              |
|                                    | Ordine di Kutuzov                            |
|                                    | Ordine di Nachimov                           |
|                                    | Ordine del Coraggio                          |
|                                    | Ordine al Merito Militare                    |
|                                    | Ordine al Merito Navale                      |
|                                    | Ordine di Pirogov                            |
|                                    | Ordine al merito nella cultura e nell'arte   |
|                                    | Ordine d'Onore                               |
|                                    | Ordine dell'Amicizia                         |
|                                    | Ordine della Gloria dei Genitori             |

## Decorazioni di Stato
| Immagine | Onorificenza                                    |
| -------- | ----------------------------------------------- |
|          | Croce di San Giorgio di I classe                |
|          | Croce di San Giorgio di II classe               |
|          | Croce di San Giorgio di III classe              |
|          | Croce di San Giorgio di IV classe               |
|          | Decorazione per beneficenza                     |
|          | Decorazione per 50 anni di servizio impeccabile |
|          | Decorazione per 40 anni di servizio impeccabile |
|          | Decorazione per 30 anni di servizio impeccabile |
|          | Decorazione per 25 anni di servizio impeccabile |
|          | Decorazione per 20 anni di servizio impeccabile |
|          | Decorazione per 15 anni di servizio impeccabile |

## Medaglie
| Immagine | Onorificenza                                                        |
| -------- | ------------------------------------------------------------------- |
|          | Medaglia dell'ordine al merito per la Patria di I classe            |
|          | Medaglia dell'ordine al merito per la Patria di I classe con spade  |
|          | Medaglia dell'ordine al merito per la Patria di II classe           |
|          | Medaglia dell'ordine al merito per la Patria di II classe con spade |
|          | Medaglia per il coraggio di I classe                                |
|          | Medaglia per il coraggio di II classe                               |
|          | Medaglia Suvorov                                                    |
|          | Medaglia Ušakov                                                     |
|          | Medaglia Žukov                                                      |
|          | Medaglia Nesterov                                                   |
|          | Medaglia Puškin                                                     |
|          | Medaglia del difensore della Russia libera                          |
|          | Medaglia per distinzione nella tutela dell'ordine pubblico          |
|          | Medaglia per distinzione nella protezione dei confini di Stato      |
|          | Medaglia per il coraggio durante un incendio                        |
|          | Medaglia per il salvataggio di una vita                             |
|          | Medaglia di Luca di Crimea                                          |
|          | Medaglia per le opere nella cultura e nell'arte                     |
|          | Medaglia per il lavoro in agricoltura                               |
|          | Medaglia per lo sviluppo delle ferrovie                             |
|          | Medaglia per meriti nello sviluppo dell'energia nucleare            |
|          | Medaglia per i contributi alla conquista dello spazio               |
|          | Medaglia per lo sviluppo della Siberia e dell'Estremo Oriente       |
|          | Medaglia dell'Ordine della Gloria dei Genitori                      |

## Medaglie commemorative
| Immagine | Onorificenza                                                                                        |
| -------- | --------------------------------------------------------------------------------------------------- |
|          | Medaglia per il giubileo dei 50 anni della vittoria della grande guerra patriottica del 1941-1945   |
|          | Medaglia per il giubileo dei 60 anni della vittoria della grande guerra patriottica del 1941-1945   |
|          | Medaglia per il giubileo dei 65 anni della vittoria della grande guerra patriottica del 1941-1945   |
|          | Medaglia per il giubileo dei 70 anni della vittoria della grande guerra patriottica del 1941-1945   |
|          | Medaglia per il giubileo dei 75 anni della vittoria della grande guerra patriottica del 1941-1945   |
|          | Medaglia per il giubileo degli 80 anni della vittoria della grande guerra patriottica del 1941-1945 |
|          | Medaglia commemorativa per il 300º anniversario della Marina Militare Russa                         |
|          | Medaglia commemorativa per i 300 anni della Procura della Russia                                    |
|          | Medaglia commemorativa per l'850º anniversario di Mosca                                             |
|          | Medaglia per il giubileo dei cento anni della Transiberiana                                         |
|          | Medaglia per i servizi nel condurre il censimento della popolazione                                 |
|          | Medaglia commemorativa per il 300º anniversario di San Pietroburgo                                  |
|          | Medaglia commemorativa per il 1000º anniversario di Kazan'                                          |
|          | Medaglia commemorativa per l'800º anniversario di Nižnij Novgorod                                   |
|          | Medaglia commemorativa per i 50 anni della ferrovia Bajkal-Amur                                     |
|          | Medaglia commemorativa per i 100 anni dell'aviazione civile russa                                   |